# Institut Pasteur de Côte d'Ivoire
L’institut Pasteur de Côte d’Ivoire (communément appelé IPCI) est un Établissement public à caractère industriel et commercial (EPIC) directement placé sous tutelle du ministère de l’Enseignement supérieur et de la Recherche scientifique de Côte d’Ivoire. L’IPCI a été créé en 1972. L’institut se situe sur deux sites : Cocody (dans l’enceinte du CHU de Cocody) et Adiopodoumé (route de Dabou), à Yopougon, sur une surface de 17 Hectares. Ses missions sont la recherche, la formation, le diagnostic et la surveillance épidémiologique. Depuis sa création, l’IPCI met son expertise au service des populations ivoiriennes et celles de l’Afrique de l’Ouest et du Centre.

## Histoire
Tout au long des XIXe et XXe siècles, la fièvre jaune a profondément marqué l’histoire de la Côte d’Ivoire. Ces nombreuses épidémies ont notamment conduit au transfert de la capitale de Grand Bassam vers Bingerville en 1900. 
Au lendemain de l’indépendance, à la suite des nombreuses épidémies, le premier président de la Côte d’Ivoire Félix Houphouët-Boigny a entamé la conception d’un centre de recherche autour de ces grandes épidémies. Ce travail s’est achevé par l’inauguration de l’IPCI en 1972. Ce centre se consacre essentiellement à l'étude des maladies virales tiouchant les populations humaines, et notamment la rage, la fièvre jaune, les entérovirus et la poliomyélite. L’IPCI a par la suite intégré le Réseau International des Instituts Pasteur en 1978.
Il devient un institut de référence, et, en 2016 la biobanque des pays de la Communauté économique des États de l'Afrique de l'Ouest, et joue un rôle de plus en plus important contre les épidémies, comme Ebola, Zika, de dengue ou de fièvre jaune, ou en 2010 de covid-19. L'institut est dirigé depuis 2004 par Mireille Dosso,.

## Les missions de l'IPCI

### Recherche
La recherche à l’IPCI est organisée autour de six grandes thématiques :
- Maladies liées à des pathogènes transmis par les vecteurs
- Mycobactérioses
- Pathogènes respiratoires
- Micro-organismes et santé publique
- Résistance aux anti-microbiens
- Environnement et santé

### Formation
Le département formation de l’IPCI a été créé en 2004. L’IPCI forme environ 280 stagiaires par an dans le domaine administratif et de la recherche scientifique. De plus, les 33 différentes unités de l’IPCI organise des ateliers de formations reconnus tant au niveau national, régional qu’international[réf. nécessaire].

### Prestations de services
Le champ d’expertise de l’institut en ce qui concerne le diagnostic couvre les domaines de la santé humaine, de la santé animal (maladies zoonotiques), de l’environnement et de l’agroalimentaire. Les spécialités abordées sont :
- Biobanque
- Biochimie
- Botanique
- Biologie cellulaire
- Biologie de la reproduction
- Entomologie
- Épidémiologie
- Hématologie
- Herpétologie
- Immunologie
- Microbiologie
- Parasitologie
- Sérologie
- Virologie

### Surveillance/Santé publique
Les missions de surveillance dans le domaine de la santé publique sont assignées à l’IPCI à travers la création de ses différents Centres Nationaux de Références (CNR),. Ces centres ont été créés par un arrêté interministériel (MESRS et MSLS) de 2006. L’IPCI comporte actuellement 20 CNR :
- La chimiorésistance du paludisme
- La poliomyélite
- La grippe et les virus respiratoires
- La rougeole
- La Fièvre jaune
- Les fièvres hémorragiques virales
- Les hépatites virales
- La rage
- Les agents des infections sexuellement transmises
- Le choléra et la shigellose
- Les méningites bactériennes
- Les salmonelles
- La tuberculose
- L’ulcère de Buruli
- Les virus des diarrhées
- Le typage moléculaire des agents infectieux
- L’évaluation des tests de diagnostics microbiologiques
- L’observatoire des résistances des microorganismes aux anti-infectieux Côte d’Ivoire (ORMI-CI)
- Le Réseau Ivoirien, d'investigation et de surveillance des Infections Nosocomiales (RIISIN)
- Le contrôle biologique des vaccins anti microbiens

## Structure et ressources

### Les plateformes techniques et technologiques
L’IPCI est composé de 11 départements subdivisés en 33 unités spécialisées.

### Ressources humaines
L’équipe de l’IPCI est composée de 200 personnes possédant des compétences dans divers secteurs :
- 83 Chercheurs en 2018
- 56 personnes techniques et ingénieurs
- 35 doctorants faisant leur PhD

Les effectifs sont composés à 52% d'hommes, contre 48% de femmes. 

### Sources de financements
L’IPCI est un Établissement public national à caractère industriel et commercial. Ce statut implique que l’IPCI remplit une mission de service public spécialisée et que l’état ivoirien fournit les locaux, ainsi que le personnel à l’institut. Toutes les personnes travaillant à l’IPCI sont donc fonctionnaires de l’état de Côte d’Ivoire. En revanche de par son caractère industriel et commercial, les ressources financières de l’IPCI résultent principalement des services fournis aux usagers.
En plus des services fournis, l’IPCI est financé à travers différentes subventions et collaboration avec des organismes nationaux et internationaux pour la recherche et son action en santé publique. Actuellement, l’IPCI réalise environ 30 projets de recherches.